# Dansk millimeterbind
Dansk millimeterbind er en type bogbind, der tilskrives den danske bogbinder Henrik Park. Indbindingstypen blev udviklet for at skabe et smukt og attraktivt bogomslag med læderryg under 2. verdenskrig, hvor udbuddet af læder ikke var stort; det gik derfor kun få millimeter fra falsen ind på permerne.
Dansk millimeterbind er et lavfalset halvbind og kan ses som en videreudvikling af indbindingstypen bradelbind efter den franske bogbinder Bradel eller af "indbinding med brudt ryg". Derved lægger dansk millimeterbind sig op ad udseendet af et franskbind.
Dansk millimeterbind regnes nu for en bibliofil indbindingstype og er værdsat af bogsamlere.